# Розен, Фридрих Август
Фридрих Август Розен (нем. Friedrich August Rosen, 2 сентября 1805, Ганновер — 2 сентября 1837, Лондон) — немецкий востоковед, санскритолог. Брат Георга Розена.
Обучался в Лейпциге, а с 1824 года в Берлине у Франца Боппа. Был профессором восточной литературы в Лондонском университете, в 1831 году стал секретарём «Королевского азиатского общества» (англ. Royal Asiatic Society). Самый значительный труд Розена, посвящённый Ригведе, был прерван его смертью. Часть его появилась под заглавием: «Rigveda-Sanhita, liber primus, sanscrite et latine» (Лондон, 1838).

## Публикации
- «Radices linguae sanscritae» (Берлин, 1827)
- «Rigvedae specimen» (Лондон, 1830)
- «The Algebra of Mohammed ben Musa» (Лондон, 1831)
- «Rigveda-Sanhita, liber primus, sanscrite et latine» (Лондон, 1838)